# Svarttjärnen (Hotagens socken, Jämtland, 709720-140786)
Svarttjärnen är en sjö i Krokoms kommun i Jämtland och ingår i Indalsälvens huvudavrinningsområde. Sjön har en area på 0,137 kvadratkilometer och ligger 478,8 meter över havet.

## Delavrinningsområde
Svarttjärnen ingår i det delavrinningsområde (709702-141021) som SMHI kallar för Inloppet i Rörvattnet. Medelhöjden är 467 meter över havet och ytan är 8,86 kvadratkilometer. Räknas de 76 avrinningsområdena uppströms in blir den ackumulerade arean 456,28 kvadratkilometer. Lockringsån (Grubbdalsån) som avvattnar avrinningsområdet har biflödesordning 3, vilket innebär att vattnet flödar genom totalt 3 vattendrag innan det når havet efter 304 kilometer. Avrinningsområdet består mestadels av skog (86 procent). Avrinningsområdet har 0,13 kvadratkilometer vattenytor vilket ger det en sjöprocent på 1,5 procent.